# リスモくん
リスモくんは、auブランドを展開するKDDIおよび沖縄セルラー電話のau携帯電話およびAndroid搭載auスマートフォン専用音楽配信サービスである「LISMO」のイメージキャラクターとして誕生した白いリスのキャラクター（ゆるキャラ）である。本名はリスモ。auブランドを展開するKDDIおよび沖縄セルラー電話のマスコットキャラクターとして2017年頃まで展開されていた。キャラクターデザインは日光江戸村のニャンまげやTBSテレビのBooBoを手がけてきた博報堂出身で現在はMR_DESIGNアートディレクターの佐野研二郎が手掛けている。開発年は2006年1月である。

## 特徴
白いシルエットのみで顔や体の模様はなく、全く喋らない。常にau by KDDIのオレンジ色のロゴを片手に持ち、常にイヤフォンを耳に付けている。「複雑化する音楽配信サービスの案内役のイメージが必要」との思いを念頭に置いてデザインされ、当初はauのコーポレートカラーであるオレンジの補色と春らしさを表した緑色を基調とした広告デザインを展開した。
キノコが好物らしい。出身はオーストリアの首都・ウィーン。年齢は0歳。性格は真面目だが意外と臆病な面を持つ。
趣味に音楽鑑賞や木登り、特技にしっぽを使ったジャンプやプロペラ飛行、ムーンウォークなどがある。最近ではauの携帯電話でも可能になった映像鑑賞を趣味としている。

## キャラクター展開
2006年7月より、LISMOサービス開始にあわせイヤホンを耳に付けたリスモくんがauのロゴを片手に宇多田ヒカルの「Keep Tryin'」にのせてダンスをするCMを放送。以降のCMソングについてはLISMOの項目を参照。
リスモくんはLISMOサービスのマスコットキャラクターとして誕生したが、今後はKDDI、ならびに沖縄セルラー電話のau携帯電話の総合的なマスコットキャラクターとして展開していきたいとKDDIの小野寺正社長兼会長（2006年当時）は発表した。
リスモくん主役の携帯電話向けゲームも登場した。リスモスペシャルサイトではプロフィール紹介のほか、壁紙・
スクリーンセーバーの配信も展開された。
Windows Vistaのサイドバーに入れるガジェットも存在する。
2006年10月からの番号ポータビリティー制度にあわせて、携帯を新規契約などするとリスモくんのストラップやコップなどがプレゼントされるなど商品展開も進んでいる。
2007年7月10日に「LISMO Forest」が原宿のKDDIデザイニングスタジオに開設され、ストラップやぬいぐるみなどの限定グッズが販売された。
2007年12月10日にリスモ! Micro SD READER/WRITER ストラップを発売した（2,080円）。ビッダーズからの通信販売もしくは東急ハンズにて購入可能。
2007年12月には、人気絵本作家・コロボックル（たちもとみちこ）による絵本2点が発行された。
- 「LISMO PICTURE BOOK Vol.1　リスモきこえる」（ジュリアン発行）
- 「LISMO PICTURE BOOK Vol.2　リスモつながる」（ジュリアン発行）

この絵本のカバーデザインはリスモくん生みの親である佐野研二郎が行っている。2008年3月にはVol.3が発売された。
2008年にはEXILEとコラボレーションし、「LISXILE」の名前で黒いサングラス・帽子・上着を身につけるアレンジが施された。
2011年にはauからのiPhone発売が報じられたことを受け、同年9月23日に虚構新聞が「リスモくん死去」の嘘ニュースを報じたが、直後に「LISMO Music Store」の提供終了が発表され、記事が現実化したとしてお詫び文が掲載された。ただし、提供終了後も2017年頃までキャラクターは存続していた。

## 同業他社のキャラクター
- auワン（KDDI・auブランド）
- ドコモダケ（NTTドコモ）
- ひつじのしつじくん（NTTドコモ・iコンシェルのイメージマスコットキャラクター）
- しまクリーズ（旧：しまクリ三兄妹）（ソフトバンクモバイル）
- auシカ（沖縄セルラー電話）